# Mike Wilks
Pour les articles homonymes, voir Wilks.
Michael Sharod « Mike » Wilks Jr., né le 7 mai 1979 à Milwaukee, dans le Wisconsin, est un joueur puis entraîneur américain de basket-ball. Il évolue au poste de meneur.

## Palmarès
- Champion NBA 2005